# Aibike Khabibullina
Aibike Khabibullina (27 giugno 1995) è una schermitrice kazaka, specializzata nella sciabola.

## Palmarès
- Campionati asiatici

Shanghai 2013: bronzo nella sciabola a squadre.
Suwon 2014: bronzo nella sciabola a squadre.
Bangkok 2018: bronzo nella sciabola a squadre.